# Corydoras cruziensis
Corydoras cruziensis es una especie de pez de la familia Callichthyidae en el orden de los Siluriformes.

## Morfología
• Los machos pueden llegar alcanzar los 4,3 cm de longitud total.

## Distribución geográfica
Se encuentran en Sudamérica: cuenca del río Madeira en Bolivia.